# Сандерсон, Стивен
Стивен К. Сандерсон (англ. Stephen K. Sanderson; род. 15 ноября 1945, Спрингфилд, Миссури) — американский социолог, специалист в области сравнительной социологии, теоретик, в частности в области антропологии, сотрудник Калифорнийского университета в Риверсайде (с 2006). Доктор философии (1973), экс-профессор Пенсильванского университета (Индиана), где преподавал 31 год. Специализировался на изучении долгосрочной социальной эволюции.

## Биография и творчество
Вырос в городке северного Канзаса. В возрасте 11-12 лет «открыл для себя биологию, и это была любовь с первого взгляда». К окончанию школы увлекся психологией. В колледже посвятит себя социологии.
Окончил Университет штата Миссури (бакалавр наук, 1967). В Университете Небраски в Линкольне получил степени магистра искусств (1971) и докторскую, обе диссертации для того написал по религиозной тематике. С 1975 ассистент-, с 1978 ассоциированный, в 1986—2006 профессор Пенсильванского университета (Индиана).
В 2010 приглашенный профессор в Японии. Член International Society for Human Ethology. Указывал себя либеральным сторонником движения за гражданские права 1960-х. Написав обе своих диссертации, магистерскую и докторскую, по религиозной тематике в начале 1970-х годов, он вернется к исследованию религии лишь в 2006 году. Предложенную им новую теорию в данной области назовет заслуживающей серьезного внимания Харви Уайтхаус. Помимо этого, четверть века Сандерсон посвятил разработке теории, первоначально названной им синтетическим материализмом, а затем же — дарвиновской теорией конфликта (DCT; по его словам, по сути служащей обоснованием версии теории конфликта социолога Рэндалла Коллинза, с которым Сандерсон состоял в продолжительной переписке). Испытал значительное влияние Pierre L. van den Berghe. Также отмечал, что наибольшее влияние на него оказали Джерард Ленски, Марвин Харрис и Иммануил Валлерстайн.
Отмечал, что у него возник значительный интерес к эволюционным теориям в социальных науках после прочтения в конце 1976 года авторитетной работы Марвина Харриса «Возникновение антропологической теории». В своей книге Social Evolutionism Сандерсон, по собственным словам, «попытался показать, что эволюционная интерпретация мировой истории была и возможна, и желательна». В качестве завершения той книги выпустит том Social Transformations: A General Theory of Historical Development (1995). В 2012 отмечал свое «глубокое недовольство состоянием социологической теории за последние три десятилетия», заявляя, что «слишком часто ее цели являются идеологическими, а не объяснительными»; высказывался, что «слишком многое из того, что выдается за теорию, связано… и с в значительной степени ненаучными работами таких шикарных европейских мыслителей, как Бурдье или Хабермас».
Замечал, что сам «где-то к 1977 году… остановился на паре подходов, которые, как мне казалось, работали лучше всего: культурный материализм антрополога Марвина Харриса и социобиология». В своей книге «Эволюция человеческой социальности» (EHS) Сандерсон, опираясь на социологические теорию конфликта и теорию рационального выбора, а также антропологический культурный материализм Харриса, пытается показать, что они должны основываться на социобиологических принципах. Он отвергал групповой отбор в человеческих обществах.
Автор или редактор 16 книг, около 75 статей. Среди книг — Modern Societies: A Comparative Perspective (2014), Human Nature and the Evolution of Society (2014), Revolutions (2005, 2-е изд. 2010), Social Evolutionism (Blackwell, 1990) («одной из главных целей которой было расчистить большую часть теоретического мусора, касающегося теорий социальной эволюции»). Автор учебника «Макросоциология» (1988), после чего работал над книгой Social Evolutionism: A Critical History (1990).
Публиковался в Cliodynamics, American Journal of Sociology, International Journal of Comparative Sociology, American Anthropologist, Religion, Social Forces, Sociological Perspectives.